# Asashio (lớp tàu khu trục)

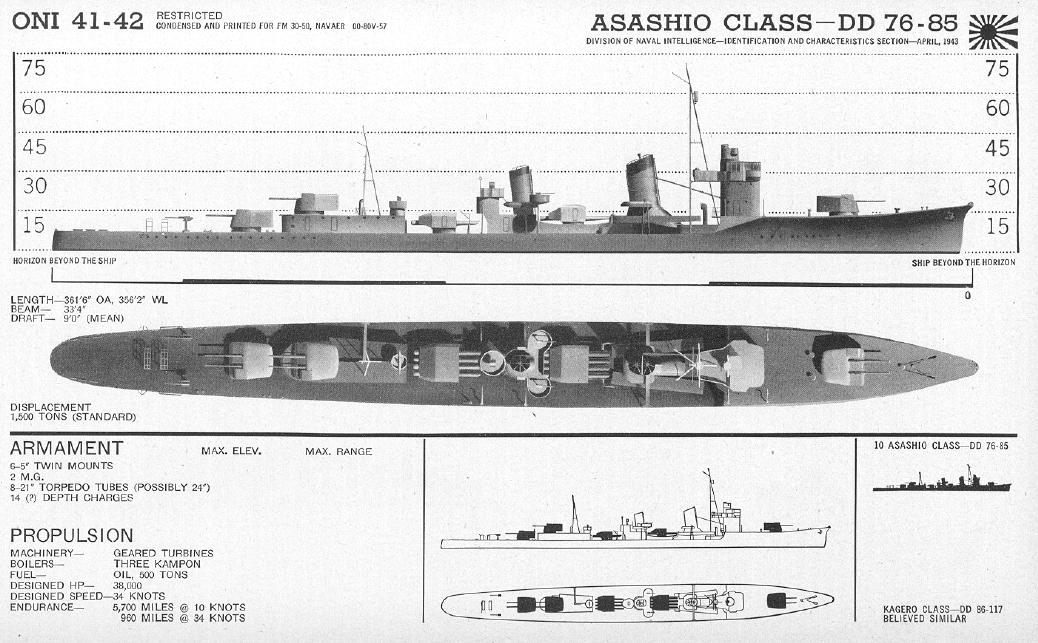
Hình ảnh về lớp Asashio

Lớp tàu khu trục Asashio (tiếng Nhật: 朝潮型駆逐艦 - Asashio-gata kuchikukan) là một lớp mười tàu khu trục của Hải quân Đế quốc Nhật Bản đã phục vụ trước và trong Chiến tranh Thế giới thứ hai.

## Bối cảnh
Hải quân Đế quốc Nhật Bản không hoàn toàn hài lòng với sự thể hiện của lớp tàu khu trục Shiratsuyu, đặc biệt là với tầm xa hoạt động và tốc độ. Tuy nhiên, do những giới hạn của Hiệp ước Hải quân London năm 1930, không thể tiếp tục cải biến những con tàu này để tăng cường tính năng. Rào cản này được tháo dỡ sau khi Chính phủ Nhật Bản để cho Hiệp ước hết hạn mà không thỏa thuận gia hạn thêm hay tái ký. Bốn chiếc cuối cùng trong kế hoạch 14 tàu khu trục thuộc lớp Shiratsuyu bị hủy bỏ, và lớp mới Asashio lớn hơn được chấp thuận vào năm tài chính 1934 trong khuôn khổ Chương trình Bổ sung Vũ khí Hải quân Nhật Bản thứ hai (Maru-2). Công việc chế tạo được tiến hành trong những năm 1935-1936; cả mười chiếc được hoàn tất trong lớp đều đã bị mất trong cuộc Chiến tranh Thái Bình Dương.

## Thiết kế
Asashio là lớp tàu khu trục Nhật Bản đầu tiên có trọng lượng choán nước vượt quá 2.000 tấn, và cũng là những chiếc đầu tiên được trang bị sonar. Những vấn đề lớn ban đầu đối với lớp Asashio bao gồm độ tin cậy của những động cơ turbine hơi nước mới và thiết kế của bánh lái được khắc phục vào lúc bắt đầu cuộc Chiến tranh Thái Bình Dương.
Về phương diện vũ khí trang bị, lớp Asashio tương tự như các lớp lớp Fubuki và lớp Akatsuki trước đó, nhưng với các tháp pháo 127 mm (5 inch) nòng đôi thay vì nòng đơn, và được gắn trên tháp pháo Kiểu C có khả năng nâng đến góc 55º. Ngoài ra, vị trí của tháp pháo "X" là ở trên sàn che phủ phía trước tháp pháo "Y" ở sàn sau, khiến lớp Asashio có kiểu dáng khác biệt so với lớp Shiratsuyu, khi cả hai tháp pháo đều ở sàn sau. Vũ khí ngư lôi gồm tám ống phóng ngư lôi 24 inch ba nòng, và các quả ngư lôi dự trữ để nạp lại được chứa trong kho chứa đặt ở trục giữa. Thiết kế này trở nên căn bản và là tiêu chuẩn cho mọi tàu khu trục của Hải quân Nhật trong tương lai.
Lớp Asashio được trang bị ba nồi hơi để vận hành hai trục turbine hộp số công suất 50.000 hp (37.000 kW), cho phép đạt tốc độ tối đa 35 hải lý trên giờ (65 km/h) và tầm xa 5.700 hải lý ở tốc độ 10 hải lý trên giờ (19 km/h) hoặc 960 hải lý (1.780 km) ở tốc độ 34 hải lý trên giờ (63 km/h).
Vào giữa cuộc Chiến tranh Thái Bình Dương (1943-1944), trên những chiếc còn sống sót, tháp pháo "X" được tháo dỡ thay thế bằng khẩu đội phòng không Kiểu 96 25 mm ba nòng, nâng tổng cộng lên 15 khẩu. Sau tháng 6 năm 1944, thêm nhiều pháo phòng không được bổ sung, nâng tổng cộng lên từ 15 đến 28 pháo Kiểu 96 và bốn súng máy Hotchkiss 13,2 mm Kiểu 93. 36 quả mìn sâu cùng bốn máy phóng cũng được trang bị trong những năm 1943 và 1944. Bốn chiếc cuối cùng còn lại cũng được trang bị radar Kiểu 13 và Kiểu 22.

## Lịch sử hoạt động
Trong chiến tranh, những chiếc trong lớp Asashio đã được sử dụng rộng rãi trong việc bảo vệ Hạm đội Liên hợp. Asashio và Arashio bị đánh chìm vào năm 1943 khi một lực lượng vận chuyển lớn của Nhật Bản bị máy bay Mỹ tiêu diệt trong Trận chiến biển Bismarck. Michishio, Asagumo và Yamagumo bị mất vào năm 1944 trong Trận chiến vịnh Leyte. Kasumi, chiếc cuối cùng trong lớp được đặt lườn, đã phục vụ như là tàu hộ tống trong cuộc Tấn công Trân Châu Cảng; và đã tham gia cùng với thiết giáp hạm Yamato trong chuyến đi tấn công tự sát cuối cùng, Chiến dịch Ten-Go, chống lại Hạm đội Mỹ ngoài khơi Okinawa. Không có chiếc nào trong lớp Asashio sống sót qua cuộc Chiến tranh Thái Bình Dương.

## Những chiếc trong lớp[5]
| Tàu              | Đặt lườn             | Hạ thủy              | Hoạt động            | Số phận                                                            |
| Asashio (朝潮)   | 7 tháng 9 năm 1935   | 16 tháng 12 năm 1936 | 31 tháng 8 năm 1937  | Bị không kích đánh chìm, 4 tháng 3 năm 1943                        |
| Ōshio (大潮)     | 5 tháng 8 năm 1936   | 19 tháng 4 năm 1937  | 31 tháng 10 năm 1937 | Bị ngư lôi đánh chìm, 20 tháng 2 năm 1943                          |
| Michishio (大潮) | 5 tháng 11 năm 1935  | 15 tháng 3 năm 1937  | 31 tháng 10 năm 1937 | Bị đánh chìm trong Trận chiến vịnh Leyte, 25 tháng 10 năm 1944     |
| Arashio (荒潮)   | 1 tháng 10 năm 1935  | 26 tháng 5 năm 1937  | 30 tháng 12 năm 1937 | Bị không kích đánh chìm, 4 tháng 3 năm 1943                        |
| Natsugumo (夏雲) | 1 tháng 7 năm 1936   | 26 tháng 5 năm 1937  | 10 tháng 2 năm 1938  | Bị không kích đánh chìm, 15 tháng 10 năm 1942                      |
| Yamagumo (山雲)  | 4 tháng 11 năm 1936  | 24 tháng 7 năm 1937  | 15 tháng 1 năm 1938  | Bị đánh chìm trong Trận chiến vịnh Leyte, 25 tháng 10 năm 1944     |
| Minegumo (峯雲)  | 22 tháng 3 năm 1937  | 4 tháng 11 năm 1937  | 30 tháng 4 năm 1938  | Bị đánh chìm trong Trận chiến eo biển Blackett, 5 tháng 3 năm 1943 |
| Asagumo (朝雲)   | 23 tháng 12 năm 1936 | 5 tháng 11 năm 1937  | 31 tháng 3 năm 1938  | Bị đánh chìm trong Trận chiến vịnh Leyte, 25 tháng 10 năm 1944     |
| Arare (霰)       | 5 tháng 3 năm 1937   | 16 tháng 11 năm 1937 | 15 tháng 4 năm 1939  | Bị ngư lôi đánh chìm, 5 tháng 7 năm 1942                           |
| Kasumi (霞)      | 1 tháng 12 năm 1936  | 18 tháng 11 năm 1937 | 24 tháng 6 năm 1939  | Bị không kích đánh chìm, 7 tháng 4 năm 1945                        |